# Élections législatives de 1978 dans le Haut-Rhin
Les élections législatives françaises de 1978 se déroulent les 12 et 19 mars 1978. Dans le département du Haut-Rhin, cinq députés sont à élire dans le cadre de cinq circonscriptions.

## Élus
| Circonscription | Député sortant    | Parti | Parti | Député élu ou réélu | Parti | Parti      |
| --------------- | ----------------- | ----- | ----- | ------------------- | ----- | ---------- |
| 1re             | Justin Hausherr   |       | CDS   | Justin Hausherr     |       | UDF (CDS)  |
| 2e              | Georges Bourgeois |       | RPR   | Charles Haby        |       | RPR        |
| 3e              | Pierre Weisenhorn |       | RPR   | Pierre Weisenhorn   |       | RPR        |
| 4e              | Émile Muller      |       | MDSF  | Émile Muller        |       | UDF (MDSF) |
| 5e              | Antoine Gissinger |       | RPR   | Antoine Gissinger   |       | RPR        |

## Résultats

### Résultats à l'échelle du département
| Parti          | Parti                              | Premier tour | Premier tour | Second tour | Second tour | Sièges |
| Parti          | Parti                              | Voix         | %            | Voix        | %           | Sièges |
| -------------- | ---------------------------------- | ------------ | ------------ | ----------- | ----------- | ------ |
|                | Union pour la démocratie française | 95 801       | 30,11        | 76 878      | 24,23       | 2      |
|                | Rassemblement pour la République   | 90 264       | 28,37        | 125 519     | 39,55       | 3      |
|                | Divers droite                      | 3 353        | 1,05         |             |             | 0      |
|                | Majorité présidentielle            | 189 418      | 59,52        | 202 397     | 63,78       | 5      |
|                |                                    |              |              |             |             |        |
|                | Parti socialiste                   | 66 867       | 21,01        | 114 935     | 36,22       | 0      |
|                | Parti communiste français          | 21 360       | 6,71         |             |             | 0      |
|                | Mouvement des radicaux de gauche   | 4 143        | 1,30         | 0           |             |        |
|                | Union de la gauche                 | 92 370       | 29,03        | 114 935     | 36,22       | 0      |
|                |                                    |              |              |             |             |        |
|                | Écologie 78                        | 23 686       | 7,44         |             |             | 0      |
|                | Extrême gauche (LO, LCR et UOPDP)  | 5 521        | 1,73         | 0           |             |        |
|                | Régionaliste                       | 5 220        | 1,64         | 0           |             |        |
|                | Parti socialiste unifié            | 1 315        | 0,41         | 0           |             |        |
|                | Parti des forces nouvelles         | 686          | 0,22         | 0           |             |        |
|                |                                    |              |              |             |             |        |
| Inscrits       | Inscrits                           | 400 872      | 100,00       | 400 913     | 100,00      | 5      |
| Abstentions    | Abstentions                        | 73 673       | 18,38        | 72 548      | 18,1        |        |
| Votants        | Votants                            | 327 199      | 81,62        | 328 365     | 81,9        |        |
| Blancs et nuls | Blancs et nuls                     | 8 983        | 2,75         | 11 033      | 3,36        |        |
| Exprimés       | Exprimés                           | 318 216      | 97,25        | 317 332     | 96,64       |        |

### Résultats par circonscription

#### Première circonscription (Colmar)
| Candidat       | Candidat            | Parti          | Premier tour | Premier tour | Second tour | Second tour |  |
| Candidat       | Candidat            | Parti          | Voix         | %            | Voix        | %           |  |
| -------------- | ------------------- | -------------- | ------------ | ------------ | ----------- | ----------- |  |
|                | Jean-Paul Fuchs élu | UDF (CDS)      | 28 097       | 44,22        | 42 606      | 67,35       |  |
|                | Bernard Wemaere     | PS             | 12 924       | 20,34        | 20 653      | 32,65       |  |
|                | Yves Muller         | RPR            | 10 175       | 16,01        | Retrait     | Retrait     |  |
|                | Bernard Deiss       | Écologie 78    | 4 447        | 7            |             |             |  |
|                | François Uhmann     | PCF            | 3 439        | 5,41         |             |             |  |
|                | Serge Kalb          | Divers droite  | 2 698        | 4,25         |             |             |  |
|                | Christian Petit     | LO             | 1 090        | 1,72         |             |             |  |
|                | Gérard Tourette     | MRG            | 673          | 1,06         |             |             |  |
|                |                     |                |              |              |             |             |  |
| Inscrits       | Inscrits            | Inscrits       | 78 061       | 100,00       | 78 064      | 100,00      |  |
| Abstentions    | Abstentions         | Abstentions    | 12 702       | 16,27        | 12 823      | 16,43       |  |
| Votants        | Votants             | Votants        | 65 359       | 83,73        | 65 241      | 83,57       |  |
| Blancs et nuls | Blancs et nuls      | Blancs et nuls | 1 816        | 2,78         | 1 982       | 3,04        |  |
| Exprimés       | Exprimés            | Exprimés       | 63 543       | 97,22        | 63 259      | 96,96       |  |

#### Deuxième circonscription (Guebwiller)
| Candidat       | Candidat           | Parti          | Premier tour | Premier tour | Second tour | Second tour |  |
| Candidat       | Candidat           | Parti          | Voix         | %            | Voix        | %           |  |
| -------------- | ------------------ | -------------- | ------------ | ------------ | ----------- | ----------- |  |
|                | Charles Haby élu   | RPR            | 14 744       | 25,88        | 34 918      | 61,18       |  |
|                | Étienne Bannwarth  | PS             | 12 929       | 22,69        | 22 152      | 38,82       |  |
|                | Eugène Spiess      | UDF (CDS)      | 9 312        | 16,34        | Retrait     | Retrait     |  |
|                | Jean-Martin Jaeglé | UDF (PR)       | 9 124        | 16,01        | Retrait     | Retrait     |  |
|                | Jean-Paul Gross    | Écologie 78    | 3 857        | 6,77         |             |             |  |
|                | Guy Buecher        | PCF            | 3 429        | 6,02         |             |             |  |
|                | Michel Clo         | Régionaliste   | 1 860        | 3,26         |             |             |  |
|                | Michèle Sabatier   | LO             | 1 000        | 1,76         |             |             |  |
|                | Jean-Marie Keltz   | MRG            | 720          | 1,26         |             |             |  |
|                |                    |                |              |              |             |             |  |
| Inscrits       | Inscrits           | Inscrits       | 69 851       | 100,00       | 69 849      | 100,00      |  |
| Abstentions    | Abstentions        | Abstentions    | 11 182       | 16,01        | 10 843      | 15,52       |  |
| Votants        | Votants            | Votants        | 58 669       | 83,99        | 59 006      | 84,48       |  |
| Blancs et nuls | Blancs et nuls     | Blancs et nuls | 1 694        | 2,89         | 1 936       | 3,28        |  |
| Exprimés       | Exprimés           | Exprimés       | 56 975       | 97,11        | 57 070      | 96,72       |  |

#### Troisième circonscription (Thann - Altkirch)
| Candidat       | Candidat                        | Parti          | Premier tour | Premier tour | Second tour | Second tour |  |
| Candidat       | Candidat                        | Parti          | Voix         | %            | Voix        | %           |  |
| -------------- | ------------------------------- | -------------- | ------------ | ------------ | ----------- | ----------- |  |
|                | Pierre Weisenhorn sortant réélu | RPR            | 29 033       | 42,61        | 44 033      | 66,09       |  |
|                | Jean-Pierre Baeumler            | PS             | 14 233       | 20,89        | 22 593      | 33,91       |  |
|                | Pierre Brand                    | UDF (CDS)      | 13 750       | 20,18        | Retrait     | Retrait     |  |
|                | Solange Fernex                  | Écologie 78    | 4 650        | 6,82         |             |             |  |
|                | Auguste Bechler                 | PCF            | 4 333        | 6,36         |             |             |  |
|                | Thérèse Garret                  | Extrême gauche | 1 177        | 1,73         |             |             |  |
|                | Alex Loos                       | MRG            | 731          | 1,07         |             |             |  |
|                | Bernadette Meyer                | Extrême gauche | 235          | 0,34         |             |             |  |
|                |                                 |                |              |              |             |             |  |
| Inscrits       | Inscrits                        | Inscrits       | 82 205       | 100,00       | 82 248      | 100,00      |  |
| Abstentions    | Abstentions                     | Abstentions    | 12 185       | 14,82        | 12 606      | 15,33       |  |
| Votants        | Votants                         | Votants        | 70 020       | 85,18        | 69 642      | 84,67       |  |
| Blancs et nuls | Blancs et nuls                  | Blancs et nuls | 1 878        | 2,68         | 3 016       | 4,33        |  |
| Exprimés       | Exprimés                        | Exprimés       | 68 142       | 97,32        | 66 626      | 95,67       |  |

#### Quatrième circonscription (Mulhouse)
| Candidat       | Candidat                   | Parti          | Premier tour | Premier tour | Second tour | Second tour |  |
| Candidat       | Candidat                   | Parti          | Voix         | %            | Voix        | %           |  |
| -------------- | -------------------------- | -------------- | ------------ | ------------ | ----------- | ----------- |  |
|                | Émile Muller sortant réélu | UDF (MDSF)     | 23 381       | 41,8         | 34 272      | 61,22       |  |
|                | Jean-Louis Hoffet          | PS             | 11 854       | 21,19        | 21 712      | 38,78       |  |
|                | Laurent Horter             | RPR            | 8 955        | 16,01        |             |             |  |
|                | Antoine Waechter           | Écologie 78    | 5 316        | 9,5          |             |             |  |
|                | Yves Lourdel               | PCF            | 4 337        | 7,75         |             |             |  |
|                | Mireille Gérard            | MRG            | 914          | 1,63         |             |             |  |
|                | Robert Schuh               | LO             | 714          | 1,28         |             |             |  |
|                | Jean-Claude Meyer          | LCR            | 251          | 0,45         |             |             |  |
|                | Gérard Deneux              | UOPDP          | 207          | 0,37         |             |             |  |
|                |                            |                |              |              |             |             |  |
| Inscrits       | Inscrits                   | Inscrits       | 76 947       | 100,00       | 76 946      | 100,00      |  |
| Abstentions    | Abstentions                | Abstentions    | 19 408       | 25,22        | 18 964      | 24,65       |  |
| Votants        | Votants                    | Votants        | 57 539       | 74,78        | 57 982      | 75,35       |  |
| Blancs et nuls | Blancs et nuls             | Blancs et nuls | 1 610        | 2,8          | 1 998       | 3,45        |  |
| Exprimés       | Exprimés                   | Exprimés       | 55 929       | 97,2         | 55 984      | 96,55       |  |

#### Cinquième circonscription (Wittenheim)
| Candidat       | Candidat                        | Parti          | Premier tour | Premier tour | Second tour | Second tour |  |
| Candidat       | Candidat                        | Parti          | Voix         | %            | Voix        | %           |  |
| -------------- | ------------------------------- | -------------- | ------------ | ------------ | ----------- | ----------- |  |
|                | Antoine Gissinger sortant réélu | RPR            | 27 357       | 37,16        | 46 568      | 62,6        |  |
|                | Bernard Reimeringer             | PS             | 14 927       | 20,27        | 27 825      | 37,4        |  |
|                | Roland Bader                    | UDF (PR)       | 12 137       | 16,48        | Retrait     | Retrait     |  |
|                | Maurice Haffner                 | PCF            | 5 822        | 7,91         |             |             |  |
|                | Henri Jenn                      | Écologie 78    | 5 416        | 7,36         |             |             |  |
|                | Martin Johann                   | Régionaliste   | 3 360        | 4,56         |             |             |  |
|                | Jean-Louis Pflimlin             | PSU            | 1 315        | 1,79         |             |             |  |
|                | Pierre Imber                    | MRG            | 1 105        | 1,5          |             |             |  |
|                | Guy Biot                        | LO             | 847          | 1,15         |             |             |  |
|                | Léonie Mathieu                  | PFN            | 686          | 0,93         |             |             |  |
|                | Gaston Guth                     | Divers droite  | 655          | 0,89         |             |             |  |
|                |                                 |                |              |              |             |             |  |
| Inscrits       | Inscrits                        | Inscrits       | 93 808       | 100,00       | 93 806      | 100,00      |  |
| Abstentions    | Abstentions                     | Abstentions    | 18 196       | 19,4         | 17 312      | 18,46       |  |
| Votants        | Votants                         | Votants        | 75 612       | 80,6         | 76 494      | 81,54       |  |
| Blancs et nuls | Blancs et nuls                  | Blancs et nuls | 1 985        | 2,63         | 2 101       | 2,75        |  |
| Exprimés       | Exprimés                        | Exprimés       | 73 627       | 97,37        | 74 393      | 97,25       |  |